# Sveriges rikskansler
Sveriges rikskansler hade till uppgift att förestå Kunglig Majestäts kansli eller leda riksrådet. Rikskanslern skötte bland annat de diplomatiska förhandlingarna med andra länder och var på så sätt en föregångare till utrikesministern. Under 1600-talet var rikskanslern den fjärde i rang av de fem höga riksämbetsmännen.
Den förste som innehade ämbetet i Sverige var Conrad von Pyhy under Gustav Vasas regeringstid, men det var först under Erik XIV:s tid, som ämbetet blev permanent. Den mest kände personen på posten torde ha varit Axel Oxenstierna, som utnämndes 1612 och sedan satt till sin död 1654 – 42 år senare. 1680 avskaffades ämbetet och ersattes till största delen av kanslipresidenten, som också blev regeringsledare och hade hand om utrikesaffärerna. Efter att kanslipresidentämbetet under Gustav III:s tid i slutet av 1700-talet alltmer hade förlorat sin maktposition avskaffades det 1792, varvid rikskanslerämbetet för en kort tid återuppstod. När den siste rikskanslern Fredrik Sparre avgick 1797 avskaffades ämbetet för gott. Efter att kanslipresidentämbetet då hade återuppstått i några år avskaffades även detta 1809 och ersattes av utrikesstatsministern, som i sin tur ersattes av utrikesministern 1876.

## Lista över Sveriges rikskanslerer
| Namn                         | Bild | Födelse          | Tillträde        | Frånträde        | Död             | Källor |
| ---------------------------- | ---- | ---------------- | ---------------- | ---------------- | --------------- | ------ |
| Conrad von Pyhy              |      | Okänt            | 24 augusti 1538  | 1543             | 1553            |        |
| Georg Norman                 |      | Okänt            | 1543             | 1553             | 1553            |        |
| Nils Göransson Gyllenstierna |      | 1526             | 1560             | 1590             | 1 oktober 1601  |        |
| Erik Larsson Sparre          |      | 13 juli 1550     | 1593             | 1600             | 20 mars 1600    |        |
| Svante Turesson Bielke       |      | 4 november 1567  | 1602             | 2 juni 1609      | 2 juni 1609     |        |
| Axel Oxenstierna             |      | 16 juni 1583     | 6 januari 1612   | 28 augusti 1654  | 28 augusti 1654 |        |
| Erik Axelsson Oxenstierna    |      | 13 februari 1624 | 28 augusti 1654  | 23 oktober 1656  | 23 oktober 1656 |        |
| Magnus Gabriel De la Gardie  |      | 15 oktober 1622  | 13 februari 1660 | 10 juni 1680     | 26 april 1686   |        |
| Ämbetet avskaffat 1680–1792  |      |                  |                  |                  |                 |        |
| Fredrik Sparre               |      | 2 februari 1731  | 16 juli 1792     | 14 december 1797 | 30 januari 1803 |        |